# Баллан, Алессандро
Алессандро Баллан (итал. Alessandro Ballan; род. 6 ноября 1979, Кастельфранко-Венето, Италия) — итальянский профессиональный шоссейный велогонщик, выступающий за команду BMC Racing Team. В 2009 году стал победителем Тура Польши. Чемпион мира в групповой гонке на Чемпионате мира 2008 года. Выиграл этап 7 на гонке Вуэльта в 2007 году.
20 декабря 2012 года в ходе очередной тренировки гонщик упал на спуске и сильно травмировался. Врачи диагностировали перелом ноги и нескольких ребер, незначительный прокол легкого и разрыв селезёнки. В этот же день в одном из испанских госпиталей он перенёс операцию по удалению селезёнки.